# Igreja Reformada em Moçambique
A Igreja Reformada em Moçambique (IM) é uma denominação cristã reformada fundada em 1909, em Moçambique, por missionários da Igreja Reformada Neerlandesa (NGK).

## História

### Início
O trabalho missionário inicial da Igreja Reformada Neerlandesa (NGK) no Malawi se espalhou naturalmente entre as mesmas pessoas de língua Chichewa que viviam na Angónia portuguesa do outro lado da fronteira com Moçambique. A estação missionária de Mlanda, no Malawi, onde serviu o Rev. AG Murray, ficava há dois quilômetros desta fronteira.
O Rev. AG Murray não recebeu resposta ao seu pedido para começar a trabalhar lá. Assim, em 1907 viajou para Tete para se encontrar pessoalmente com o governador português que lhe permitiu iniciar o trabalho missionário na área. Todavia, a missão protestante holandesa deveria cumprir algumas condições: não poderia se estabelecer a menos de 20 milhas de qualquer estação missionária católica romana existente ou recém-fundada, o português era a língua de instrução nas escolas da missão, e todos os missionários e professores tinham que ser proficientes em português.
Assim sendo, em junho de 1908, o Rev. AG Murray obteve a permissão necessária e, em 19 de maio de 1909, chegou às margens do rio Chibvomozi na província de Tete. 
O trabalho progrediu lentamente. Um grupo de evangelistas do Malawi também participou da evangelização e em 1910 os primeiros adultos foram batizados.
Este novo empreendimento missionário seguiu a mesma abordagem missionária do Malawi. Foi estabelecida uma escola voltada para a leitura da Bíblia, uma classe de catecúmenos em que dois jovens se matricularam (foram os dois primeiros convertidos em 1910), foram criados postos e escolas secundárias e foi fornecida assistência médica elementar. Alguns outros missionários se seguiram e mais estações missionárias foram fundadas, a saber, Fulankhungo em 1912 e Chiputu e Bengu em 1914. A Congregação de Mphatso foi oficialmente formada em 28 de março de 1915, com 95 membros comungantes e 249 catecúmenos. 
Devidos ao início da Primeira Guerra Mundial, a Igreja Reformada Neerlandesa (NGK) passou a ser vista com desconfiança pelo governo português. Igualmente, a missão estabeleceu escolas com base na língua Chichewa em vez do português, descumprindo o acordo para a sua permissão de atuação no país. 
Consequentemente, em 1922, o governo português proibiu a missão de continuar suas atividades.

### Reestabelecimento
Após a independência de Moçambique, a Igreja Reformada Neerlandesa (NGK) voltou ao país para reestruturação da igreja. 
Na década de 1970, a denominação se tornou autônomo da igreja-mãe e se espalhou por todo o país, chegando às regiões de Maputo, bem como o Norte e Sul do país. Em 1975, obteve o registro no governo recém independente.
Em 2019, a denominação eram formada por 3 sínodos, 75 congregações, 86 pastores e 80.000 membros.

## Doutrina
A denominação subscreve as Três Formas da Unidade (Confissão Belga, Catecismo de Heidelberg e os Cânones de Dort) como seus símbolos de fé. Além disso, reconhece o Credo dos Apóstolos como exposições fiéis das doutrinas bíblicas e afirma a inerrância bíblica.
A denominação também permite a ordenação de mulheres.

## Relações Intereclesiásticas
A IRM é membro da Comunhão Mundial das Igrejas Reformadas.